# Аристарх (законодавець)
Аристарх (дав.-гр. Αρισταρχος) — ефеський есимнет, обраний громадянами у 557 р. до н. е., після повалення у місті тиранії Меланта Молодшого і звільнення від лідійської зверхньості.
Аристарх походив з Афін і містяни запросили його саме тому, що він не був пов'язаній з жодними політичними угрупованнями у самому Ефесі. Наділений широкими повноваженнями, Аристарх розробив закони, що фактично встановлювали в Ефесі режим поміркованої олігархії. Найвіщим органом державної влади стала колегія куретів, яка виступала від імені громади і готувала проекти рішень народних зборів.
Завдяки своїм мудрим порадам і врівноваженій політиці він здобув таку прихильність громадян, що фактично керував містом аж до 552 р. до н. е. А сама «аристархова конституція» діяла в Ефесі і надалі — до встановлення тиранії Афенагора 546 р. до н. е., а також у 492 — 454 рр. до н. е.